# Armando Renjel
Armando Renjel (ur. ?) – boliwijski piłkarz grający na pozycji pomocnika.

## Kariera klubowa
Podczas kariery piłkarskiej Armando Renjel występował w klubie Club Bolívar.

## Kariera reprezentacyjna
Armando Renjel grał w reprezentacji Boliwii w latach dwudziestych. 
W 1927 grał na Copa América 1927. Boliwia zajęła czwarte, ostatnie miejsce, a Armando Renjel zagrał we wszystkich trzech meczach Boliwii.